# Вылково (Новосибирская область)
Вылково — упразднённая деревня в Искитимском районе Новосибирской области. В 1933 году деревня включена в черту вновь созданного рабочего посёлка Искитим и исключена из учётных данных .

## География
Деревня располагалась на левом берегу реки Бердь, ныне это северная часть Северного микрорайона города Искитим.

## История
Деревня была основана в 1884 году. В 1928 году состояла из 117 хозяйств. В административном отношении входила в состав Чернореченского сельсовета Бердского района Новосибирского округа Сибирского края.
Упразднена в 1933 году, когда официально зарегистрирован рабочий посёлок Искитим, образованный из окрестных селений Койново, Чёрная речка, Вылково.
Из Постановления ВЦИК от 10.04.1933 «Об изменениях по Западно-сибирскому краю в составе городов и рабочих поселков, а также об изменении границ и переименованиях некоторых районов и их центров»:
«Включить в городскую черту рабочих посёлков: Искитима, Колпашева и Могочина прилегающие к ним населенные пункты с их усадебными земельными угодиями:
1) к рабочему поселку Искитиму, Бердского района, — селения Вылково, Койново и Чёрную речку (с расположенным там цементным заводом)»

## Население
По переписи 1926 г. в деревне проживало 602 человека (302 мужчины и 300 женщин), основное население — русские